# Saint-Armel (Ille-et-Vilaine)
Saint-Armel is een gemeente in het Franse departement Ille-et-Vilaine (regio Bretagne). De plaats maakt deel uit van het arrondissement Rennes. Saint-Armel telde op 1 januari 2022 2.344 inwoners.

## Geografie
De oppervlakte van Saint-Armel bedroeg op 1 januari 2022 7,75 vierkante kilometer; de bevolkingsdichtheid was toen 302,5 inwoners per km².

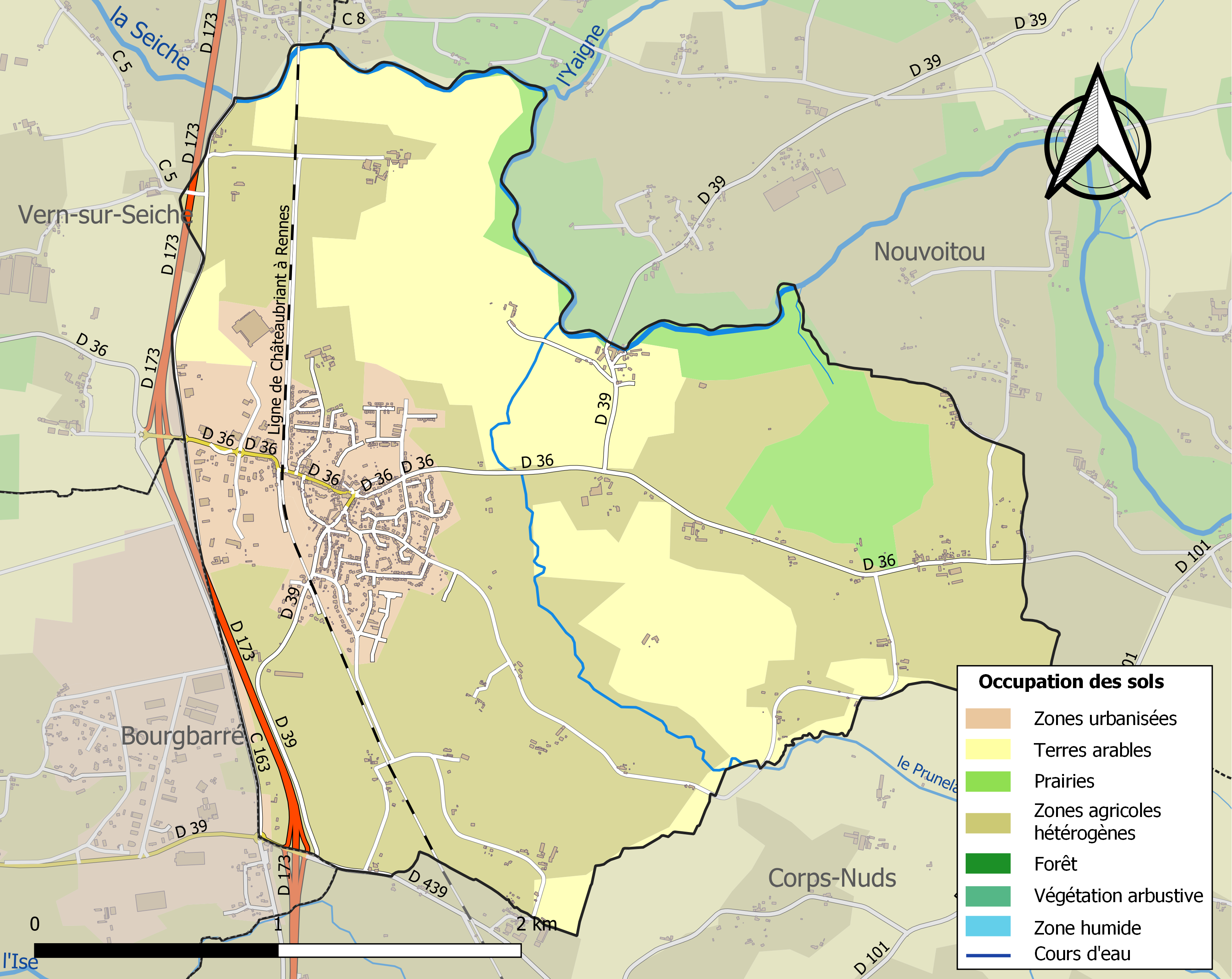
Kaart van de gemeente met belangrijkste infrastructuur, bodemgebruik en omliggende gemeenten

## Verkeer en vervoer
In de gemeente ligt de spoorweghalte Saint-Armel.

## Demografie
Onderstaande figuur toont het verloop van het inwonertal (bron: INSEE-tellingen).